# 金正哲
金 正哲（キム・ジョンチョル、1980年〈主体69年〉/1981年〈主体70年〉9月25日 - ）は、北朝鮮の第2代最高指導者金正日の次男。2020年4月より、朝鮮労働党の行政指導課長を務めているとされる。
母は大阪鶴橋生まれの在日朝鮮人二世で、帰国した高英姫。同母弟に第3代最高指導者の金正恩、同母妹に金与正がいる。また、異母兄 金正男（母：成蕙琳）がいる。

## 経歴
1996年頃にスイスのインターナショナルスクールに「Pak Cheol」（パク・チョル）という名前で留学していたことが確認されている。スクール内ではバスケットボールを好んでいたとの証言がある。1998年に卒業を前にして突如帰国した。
2007年には金日成軍事大学で軍事学を修め、金正日の軍視察に同行していたと報じられた。

### 後継者候補説
北朝鮮では最高指導者の地位が金日成から実子・金正日に継がれたため、日本、韓国などのメディアでは金正日の後も、指導者の地位が世襲されることを前提にした報道が多かった。そのため、日韓のメディアにおいては金正日の後継者が実子のうち誰なのかがしばしば取り沙汰され、実母の高英姫が偶像化されたことで金正哲の名前も挙げられた。また、金正日の妻であり後継者選びに大きな影響力を持つと言われる金玉は金正哲を推しているが、この背景には高英姫が死の直前に金正哲・金正恩兄弟の面倒を見るよう託したことも関係しているとされた。また、高英姫の後押しを受け、長男の金正男を後継者に推す張成沢の政敵である李済剛が金正哲・金正恩兄弟の後見役になっていたとされる。ただ本当に後継者と国内で目されているのであれば、ほんの数人の同行者を伴うだけで外国を歩き回り、外国メディアにその姿を追跡・撮影されつづけることを、朝鮮労働党や朝鮮人民軍の支持者らが黙認するとは考えにくいともいわれていた。
2011年12月17日の金正日の死去後、実弟の金正恩が後継者として発表された。後述する2006年のドイツ旅行の姿をメディアに撮影されたことが、後継者争いから脱落した原因になっているという見方もある（開かれた北韓放送代表の河泰慶の主張）。

### 金正恩体制
政治では長らく公職には就いていないとされてきたが、後述の通り、2020年頃より要職についているとの見方もある。
金正日死去後はしばらく動向が確認されていなかったが、2013年4月にTBSは、北朝鮮最高幹部らの子弟によるグループ「烽火組（ポンファ組）」のトップに金正哲が就任したと報じた。2013年の11月から12月にかけて張成沢と側近が粛清された際には、金正哲の主導によるとする説が朝鮮日報によって報じられている。
2020年4月末から、朝鮮労働党の中央党組織指導部内に新設された行政指導課長を務めているとされる。また、6月には党中央委員会候補委員に選出されている。

## ギタリスト
元駐英北朝鮮公使の太永浩は、2017年1月25日の記者会見の中で金正哲について「政治に関心がなく、役職もない。音楽に関心があり、有能なギタリストだ」と語った。

## 人物

### エリック・クラプトンのファン
2006年6月、ドイツ旅行中の様子をフジテレビによって報道された。この旅行は何らかの治療のためだとの観測があった。しかし、この件が発端で大のエリック・クラプトンのファンであることが知られるようになった。この旅行中にドイツで開催されたエリック・クラプトンのコンサートに4日間全て訪れた。
なお、この頃に金正哲はピョンヤンで公演できないかを韓国側に打診するよう要望したと伝えられている。身辺保障の覚書が交わされ、会場は綾羅島メーデースタジアムと決定するほどまで進展したものの、クラプトン側が「独裁体制で公演した初の有名ミュージシャン」になるのを嫌がり取り消された。
さらに2011年2月14日には、シンガポールのライブハウスで、エリック・クラプトンのライブを鑑賞しに来た際の彼の映像が韓国のKBSで公開された。この際、正哲同行が20人以上おり、さらに会場警備と取材陣が一部もみあいになったという。正哲は耳にはピアスをし、着ていた服は黒のTシャツというラフな姿であった。また、韓国のマスコミが正哲への直撃取材を試みた際、韓国マスコミのカメラマンと、同じく正哲の取材をしていたテレビ朝日のカメラマンが数人の正哲の関係者に悪態をつかれた上、暴行された。正哲は取材に何も答えることなく去っていった。
金正恩体制になって以降も、2015年5月20日にイギリス・ロンドンで開催されたエリック・クラプトン公演に姿を現している。

### 性格
父の金正日から「彼は女の子みたい」と評されていたといわれている。